# Peroci
Peroci je redkejši priimek v Sloveniji.

## Znani nosilci priimka
- Anka Luger Peroci (*1953), ilustratorka
- Ela Peroci (1922—2001), pedagoginja, mladinska pisateljica in novinarka
- Jelka Pogačnik (r. Peroci) (*1950), biologinja
- Milan Peroci (1922—2006), pravnik, likovnik (amaterski)
- Sonja Peroci, slikarka amaterka